# Stipe Sikirica
Stipe Sikirica (Jabuka pokraj Trilja, 29. travnja 1933.) hrvatski je kipar.
Akademiju likovnih umjetnosti u Zagrebu završio je 1958. u klasi prof. Vanje Radauša. Docent je na istoj akademiji od 1969., redoviti profesor od 1978, dekan je bio u dva navrata (1979-1980. i 1994-1995.). Jedan je od osnivača Akademije likovnih umjetnosti u Širokom Brijegu Sveučilišta u Mostaru (skupa s Vasilijem Jordanom, Miroslavom Šutejom i Nadom Pivac) i dekan u osnivanju. Na toj akademiji bio je i pročelnik kiparskog odjela.
Autor je brojnih umjetničkih djela postavljenih u rodnom Cetinskom kraju, drugdje po Hrvatskoj i u BiH: Spomenik alkaru na početku alkarskog trkališta (Biljeg) i brončane vratnice crkve Čudotvorne Gospe Sinjske u Sinju, skulptura Mladenci u Zagrebu i na Gazu, spomenici fra Filipa Grabovca u Vrlici i Splitu, don Mihovila Pavlinovića u Podgori, poprsja (biste) Stjepana Radića u Zagrebu, Nikole Šopa ispred rodne kuće u Jajcu, Slavka Kolara u Čazmi, Mihovila Pavleka Miškine u Đelekovcu, nadgrobni spomenici obitelji pjesnika Josipa Pupačića u Slimenu i admirala Ive Purišića u Splitu, bista grofa Janka Draškovića u dvorištu Matice hrvatske itd.
Sikirica se uspješno bavi i medaljerstvom. Izveo je hrvatska odličja Velered kralja Petra Krešimira IV. s lentom i Danicom,
Red kneza Trpimira s ogrlicom i Danicom, Hrvatsku ogrlicu (dar za Sv. Oca, neuručen) i druge. Autor je medalja za Univerzijadu u Zagrebu 1987, Štita velikog vojvode alkarskog, alkarskih zlatnika i srebrnjaka itd.

## Vanjske poveznice
- Hrvatska Enciklopedija, https://enciklopedija.hr/clanak/55920